# Oliver Kahn
Oliver Rolf Kahn (n. 15 iunie 1969, Karlsruhe, Germania de Vest) este un fost fotbalist german care juca pe postul de portar. A început să joace fotbal la Karlsruher SC și apoi în 1994 s-a transferat la Bayern München, echipă la care a rămas până la finalul carierei. Este unul dintre cei mai de succes jucători germani din ultima vreme câștigând campionatul de opt ori, Cupa Germaniei de șase ori, Cupa UEFA (1996), UEFA Champions League și Cupa Intercontinentală (ambele în 2001). Individual, el a câștigat de patru ori la rând premiul de Cel mai bun Portar European, trei premii Cel mai bun portar al anului IFFHS, Balonul de Aur la Campionatul Mondial din 2002 și două trofee Fotbalistul german al anului.

## Statistici carieră

### Club
|               |                |               | Campionat | Campionat | Cupă      | Cupă      | Continental | Continental | Total   | Total  |
| Sezon         | Club           | Campionat     | Meciuri   | Goluri    | Meciuri   | Goluri    | Meciuri     | Goluri      | Meciuri | Goluri |
| Germania      | Germania       | Germania      | Campionat | Campionat | DFB-Pokal | DFB-Pokal | Europa      | Europa      | Total   | Total  |
| ------------- | -------------- | ------------- | --------- | --------- | --------- | --------- | ----------- | ----------- | ------- | ------ |
| 1987–88       | Karlsruher SC  | Bundesliga    | 2         | 0         | 0         | 0         | –           | –           | 2       | 0      |
| 1988–89       | Karlsruher SC  | Bundesliga    | 2         | 0         | 0         | 0         | –           | –           | 2       | 0      |
| 1989–90       | Karlsruher SC  | Bundesliga    | 0         | 0         | 0         | 0         | –           | –           | 0       | 0      |
| 1990–91       | Karlsruher SC  | Bundesliga    | 22        | 0         | 0         | 0         | –           | –           | 22      | 0      |
| 1991–92       | Karlsruher SC  | Bundesliga    | 37        | 0         | 2         | 0         | –           | –           | 39      | 0      |
| 1992–93       | Karlsruher SC  | Bundesliga    | 34        | 0         | 5         | 0         | –           | –           | 39      | 0      |
| 1993–94       | Karlsruher SC  | Bundesliga    | 31        | 0         | 3         | 0         | 10          | 0           | 44      | 0      |
| 1994–95       | Bayern München | Bundesliga    | 23        | 0         | 21        | 0         | 5           | 0           | 30      | 0      |
| 1995–96       | Bayern München | Bundesliga    | 32        | 0         | 2         | 0         | 12          | 0           | 46      | 0      |
| 1996–97       | Bayern München | Bundesliga    | 32        | 0         | 4         | 0         | 2           | 0           | 38      | 0      |
| 1997–98       | Bayern München | Bundesliga    | 34        | 0         | 8         | 0         | 8           | 0           | 50      | 0      |
| 1998–99       | Bayern München | Bundesliga    | 30        | 0         | 8         | 0         | 13          | 0           | 51      | 0      |
| 1999–2000     | Bayern München | Bundesliga    | 27        | 0         | 5         | 0         | 13          | 0           | 45      | 0      |
| 2000–01       | Bayern München | Bundesliga    | 32        | 0         | 4         | 0         | 16          | 0           | 52      | 0      |
| 2001–02       | Bayern München | Bundesliga    | 32        | 0         | 5         | 0         | 14          | 0           | 51      | 0      |
| 2002–03       | Bayern München | Bundesliga    | 33        | 0         | 6         | 0         | 6           | 0           | 45      | 0      |
| 2003–04       | Bayern München | Bundesliga    | 33        | 0         | 5         | 0         | 8           | 0           | 46      | 0      |
| 2004–05       | Bayern München | Bundesliga    | 32        | 0         | 7         | 0         | 10          | 0           | 49      | 0      |
| 2005–06       | Bayern München | Bundesliga    | 31        | 0         | 6         | 0         | 7           | 0           | 44      | 0      |
| 2006–07       | Bayern München | Bundesliga    | 32        | 0         | 2         | 0         | 9           | 0           | 44      | 0      |
| 2007–08       | Bayern München | Bundesliga    | 26        | 0         | 7         | 0         | 9           | 0           | 42      | 0      |
| Total         | Germania       | Germania      | 557       | 0         | 81        | 0         | 142         | 0           | 780     | 0      |
| Total carieră | Total carieră  | Total carieră | 557       | 0         | 81        | 0         | 142         | 0           | 780     | 0      |

1 Include Supercupa Germaniei

### Internațional
| Germania | Germania | Germania |
| An       | Meciuri  | Goluri   |
| -------- | -------- | -------- |
| 1994     | 0        | 0        |
| 1995     | 2        | 0        |
| 1996     | 3        | 0        |
| 1997     | 3        | 0        |
| 1998     | 7        | 0        |
| 1999     | 6        | 0        |
| 2000     | 10       | 0        |
| 2001     | 10       | 0        |
| 2002     | 15       | 0        |
| 2003     | 9        | 0        |
| 2004     | 11       | 0        |
| 2005     | 7        | 0        |
| 2006     | 3        | 0        |
| Total    | 86       | 0        |

## Palmares
Karlsruher SC II
- Oberliga Baden-Württemberg: 1989–90
- Verbandsliga Nordbaden: 1988–89

Bayern München
- Bundesliga (8): 1996–97, 1998–99, 1999–2000, 2000–01, 2002–03, 2004–05, 2005–06, 2007–08
- DFB-Pokal (6): 1997–98, 1999–2000, 2002–03, 2004–05, 2005–06, 2007–08
- DFB-Ligapokal (6): 1997, 1998, 1999, 2000, 2004, 2007
- UEFA Champions League: 2000–01

Finalist: 1998–99
- Cupa UEFA: 1995–96
- Cupa Intercontinentală: 2001

Internațional
- Campionatul European de Fotbal: 1996
- Cupa Confederațiilor FIFA

Locul 3: 2005
- Campionatul Mondial de Fotbal

Finalist: 2002
Locul 3: 2006

### Individual
Sursa:
- UEFA Champions League Man of the Match: 2001
- UEFA Fair-Play Award: 2001
- German Footballer of the Year: 2000, 2001
- FIFA World Player of the Year Runner-up: 2002
- European Footballer of the Year Bronze Ball: 2001, 2002
- IFFHS World's Best Goalkeeper: 1999, 2001, 2002
- UEFA Club Football Awards – Best Goalkeeper: 1999, 2000, 2001, 2002
- Best European Goalkeeper: 1999, 2000, 2001, 2002
- Best Bundesliga Keeper: 1994, 1997, 1998, 1999, 2000, 2001, 2002
- Balonul de Aur al Campionatului Mondial FIFA: 2002
- Premiul Iașin (Mănușa de aur): 2002
- All-Star Team: 2002
- FIFA 100